# Kornelija Meglaj
Kornelija Meglaj, coniugata Sobočan (Zagabria, 8 maggio 1939), è un'ex cestista jugoslava.
È la sorella di Ružica Meglaj e la zia di Slaven e Davor Rimac.

## Carriera
Con la Jugoslavia ha disputato i Campionati europei del 1962.